# Солов'ївка (Сімферопольський район)
Солов'ї́вка (до 1948 року — Аталик-Елі, крим. Atalıq Eli) — село Сімферопольського району Автономної Республіки Крим.